# Brienne-le-Château
Brienne-le-Château is een gemeente in het Franse departement Aube (regio Grand Est). De plaats maakt deel uit van het arrondissement Bar-sur-Aube. Brienne-le-Château telde op 1 januari 2022 2.703 inwoners.

## Geschiedenis
Al in 951 was er sprake van een feodale burcht in deze plaats. De vervallen middeleeuwse burcht werd afgebroken en vanaf 1770 werd door architect J.L. Fontaine een nieuw kasteel gebouwd in opdracht van Louis Marie Athanase de Loménie, minister onder Lodewijk XVI. De gemeente is naar dit kasteel genoemd. De kerk Saint-Pierre et Saint-Paul bevat elementen uit de veertiende en zestiende eeuw. In het voormalig klooster werd een militaire school ingericht, waar Napoleon Bonaparte tussen 1779 en 1794 studeerde. Op 29 januari 1814 slaagde Napoleon erin de Pruisen uit de stad te verdrijven, maar moest zich al na enkele dagen terugtrekken.

## Geografie
De oppervlakte van Brienne-le-Château bedroeg op 1 januari 2022 21,56 vierkante kilometer; de bevolkingsdichtheid was toen 125,4 inwoners per km².
De onderstaande kaart toont de ligging van Brienne-le-Château met de belangrijkste infrastructuur en aangrenzende gemeenten.

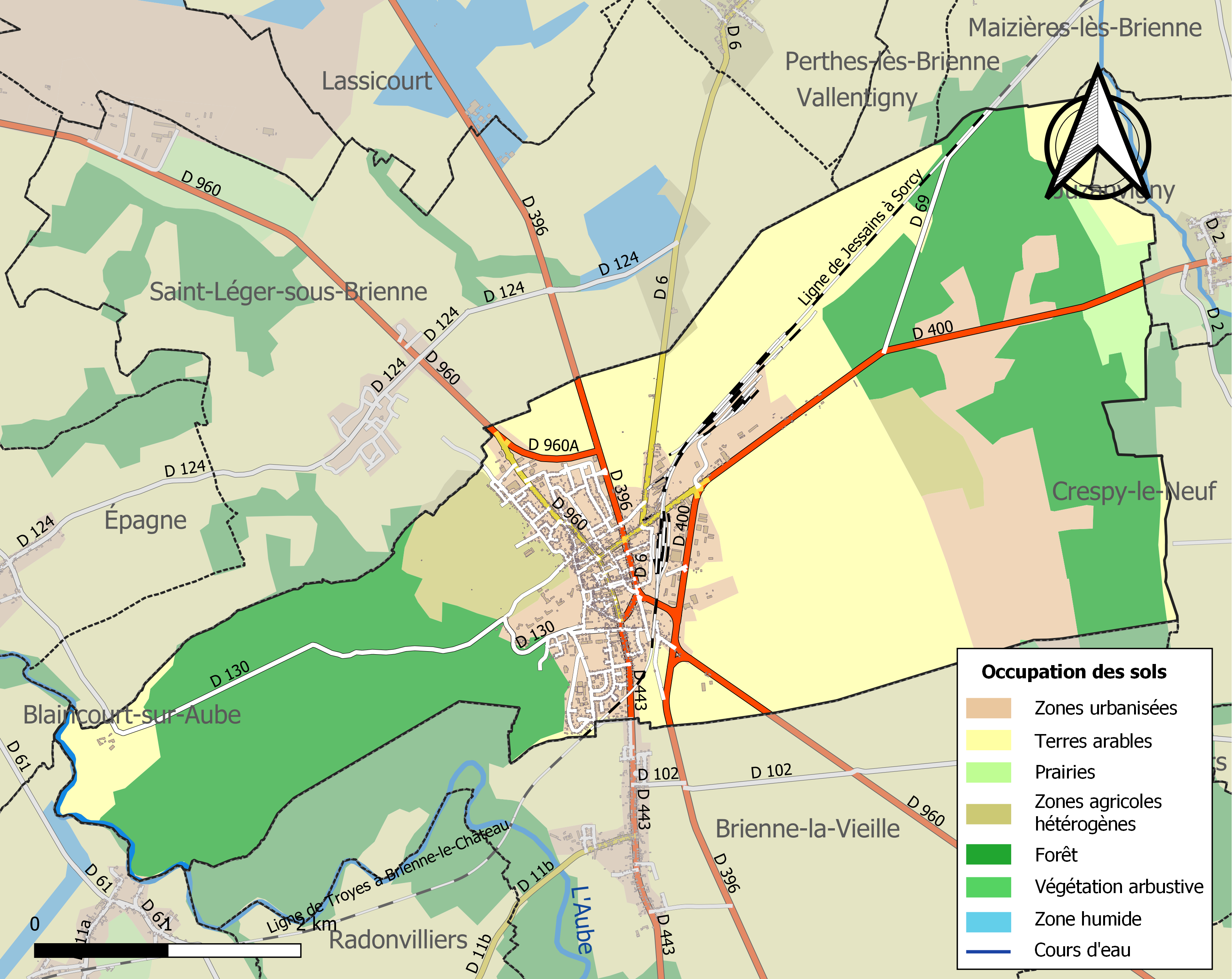

## Demografie
Onderstaande figuur toont het verloop van het inwonertal (bron: INSEE-tellingen).

Vanwege een beveiligingsprobleem met de MediaWiki Graph-software is het momenteel niet mogelijk deze grafiek weer te geven. Zodra de software is bijgewerkt zal de grafiek vanzelf weer zichtbaar worden.